# Selecció femenina de waterpolo d'Espanya
La selecció femenina de waterpolo d'Espanya és l'equip femení de waterpolo que representa Espanya a les competicions internacionals, sota la direcció de la Reial Federació Espanyola de Natació. El seu millor resultat va ser la medalla d'argent als Jocs Olímpics d'Estiu de 2012, on va perdre la final contra la selecció dels Estats Units per 5 a 8.

## Resultats

### Jocs Olímpics
- 2012 — 2a posició
- 2016 — Classificades

### Campionat del món de natació
- 1998 — 9a posició
- 2003 — 8a posició
- 2005 — 11a posició
- 2007 — 7a posició
- 2009 — 8a posició
- 2011 — 11a posició
- 2013 — 1a posició
- 2015 — 7a posició

### Lliga mundial
- 2005 — no es classificà
- 2006 — no es classificà
- 2007 — 5a posició
- 2008 — 6a posició
- 2009 — 4a posició
- 2011 — 8a posició
- 2013 — 5a posició
- 2014 — 5a posició
- 2015 — no es classificà
- 2016 — 2a posició

### Campionat del món
- 2014 — 3a posició

### Campionat d'Europa
- 1993 — 9a posició
- 1995 — 9a posició
- 1997 — 4a posició
- 1999 — 6a posició
- 2001 — 6a posició
- 2003 — 6a posició
- 2006 — 4a posició
- 2008 — 2a posició
- 2010 — 6a posició
- 2012 — 5a posició
- 2014 — 1a posició
- 2016 — 4a posició